# Пуилебон
Пуилебо́н (фр. Pouylebon) — коммуна во Франции, находится в регионе Юг — Пиренеи. Департамент — Жер. Входит в состав кантона Монтескью. Округ коммуны — Миранд.
Код INSEE коммуны — 32326.

## География
Коммуна расположена приблизительно в 610 км к югу от Парижа, в 95 км западнее Тулузы, в 26 км к юго-западу от Оша.

## Климат
Климат умеренно-океанический. Лето жаркое и немного дождливое, температура часто превышает 35 °С. Зимой часто бывает отрицательная температура и ночные заморозки. Годовое количество осадков — 700—900 мм.

## Население
Население коммуны на 2010 год составляло 163 человека.
| 1962 | 1968 | 1975 | 1982 | 1990 | 1999 | 2010 |
| ---- | ---- | ---- | ---- | ---- | ---- | ---- |
| 185  | 159  | 149  | 176  | 178  | 155  | 163  |

## Администрация
| Период | Период | Фамилия       | Партия | Примечания |
| ------ | ------ | ------------- | ------ | ---------- |
| 2001   | 2020   | Гаэтан Леклер |        |            |

## Экономика
В 2010 году среди 103 человек трудоспособного возраста (15-64 лет) 68 были экономически активными, 35 — неактивными (показатель активности — 66,0 %, в 1999 году было 67,3 %). Из 68 активных жителей работали 63 человека (31 мужчина и 32 женщины), безработных было 5 (3 мужчин и 2 женщины). Среди 35 неактивных 8 человек были учениками или студентами, 18 — пенсионерами, 9 были неактивными по другим причинам.

## Достопримечательности
- Замок Пуилебон (XIII век). Исторический памятник с 1940 года[4]

## Фотогалерея
- Пуилебон
- Церковь
- Карта коммуны